# Arisaema hippocaudatum
Arisaema hippocaudatum là một loài thực vật có hoa trong họ Ráy (Araceae). Loài này được S.C.Chen & H.Li mô tả khoa học đầu tiên năm 2002.